# ليلة الإحياء

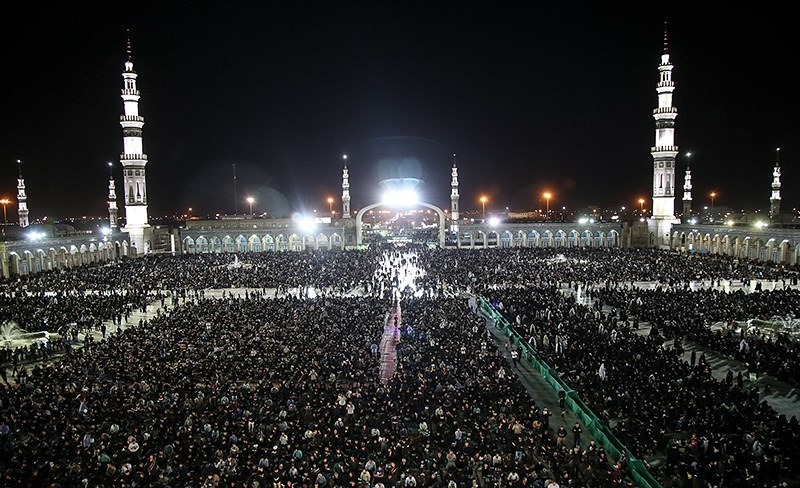
18 حزيران 2017 (23 رمضان 1438 هـ): ليلة الإحياء في مسجد جمكران، في قم، في إيران.

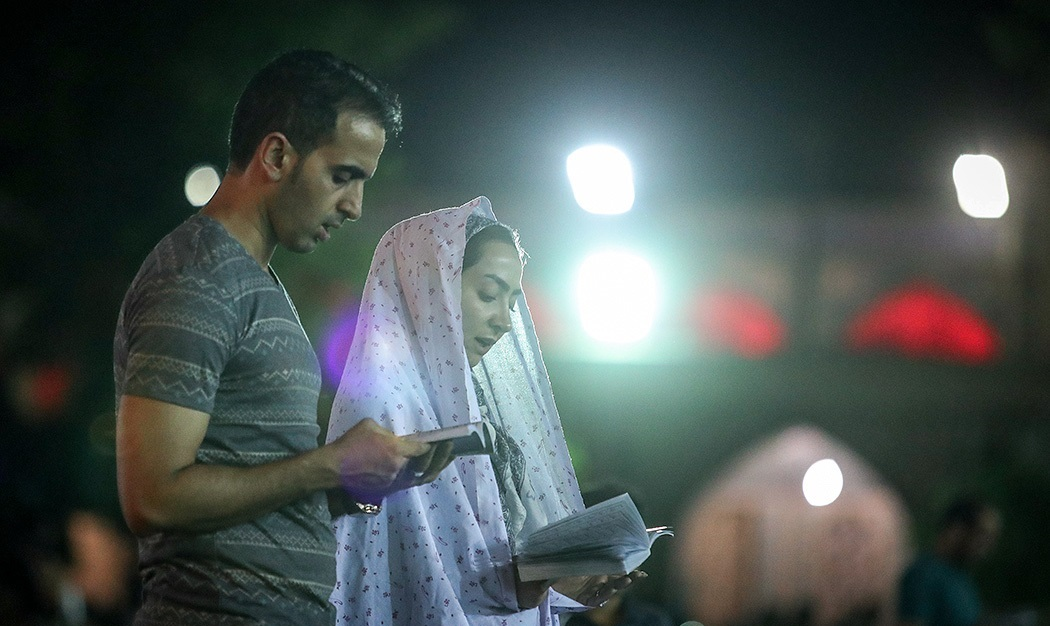
ليلة الإحياء في إيران خارج المسجد، 2017 م.

الإحياء أو قيام الليل هي تقليد إسلامي عند المسلمين الشيعة. يقول أغلب المفسرين أن قيام الليل، كما ورد في سورة المزمل من القرآن الكريم، كان فرضًا لمدة عام تقريبًا في بداية الإسلام، وقد قام به المسلمون إلى جانب النبي محمد. وبحسب أغلب الفقهاء والمفسرين الإسلاميين، فإنه بعد حوالي عام، وحسب الآية 21 من نفس السورة، خفف الله هذا الحكم واستبدله بالتهجد. يحتفل المسلمون الشيعة مع بعض الطوائف الأخرى بليلة الإحياء في ليلة القدر والتي يعتقون على الأغلب أنها تقع في الليلة التاسعة عشرة والحادية والعشرين والثالثة والعشرين من شهر رمضان الهجري؛ والأغلب أن يكون الإحياء في الليلة 23.

## المعنى
الإحياء في اصطلاح خاص هو السهر واليقظة في ليالي معينة من السنة وأهمها ليلة القدر (الليلة التاسعة عشرة والحادية والعشرين والثالثة والعشرين من شهر رمضان المبارك). وأيضًا في رواية عن علي أنه يستحب إحياء أربع ليالٍ، أي ليلة الأول من شهر رجب، وليلة النصف من شعبان، وليلة عيد الفطر، وليلة عيد الأضحى.  
وقد رُوي عن النبي محمد أنه من أحيا عيدي الفطر والأضحى سلم قلبه يوم تموت القلوب. وقد ورد حديث مماثل في إحياء ليلة النصف من شعبان.

## الأعمال
الاحياء هو شعيرة يمكن أن تُقام بشكل فردي أو جماعي. ويمكن أن يكون الإحياء في البيت أو بالانضمام إلى جماعة في المسجد. يمكن أداء صلاة الإحياء في جميع ليالي السنة، ولكن هناك ليالٍ معينة ينصح بها كبار العلماء. ويمكن إحياء ليلة القدر ببساطة من خلال السهر في الليل وقراءة الأذكار أو صلاة التهجد. ومن الممكن أيضًا استخدام الأدعية والتقاليد الأكثر تخصصًا المذكورة في كتاب مفاتيح الجنان للإحياء، مثل: «اللهم إني أسألك بكتابك المُنزل وما فيه وفيه اسمك الأكبر وأسماؤك الحسنى وما يُخاف ويُرجى أن تجعلني من عُتقائك من النار» وغيرها.
قيام الليل هو قضاء الليل كله في العبادة والصلاة وعدم النوم. وهو من التقاليد المهمة للمسلمين عمومًا. إن ليلة القدر هي ليلة في أواخر شهر رمضان، ويعتقد الشيعة حسب الروايات أنها تكون على الأغلب في 23 مع احتمالية أن تكون في 21 و19 لوجود بعض الروايات التي تُشير لهاتين الليلتين؛ وفي ليلة القدر يُوصى بالإحياء. ليلة الإحياء الأولى من شهر رمضان المبارك في إيران وبعض الدول الإسلامية الأخرى، هي ليلة 19 رمضان. تُصادف ليلة التاسع عشر من رمضان في سنة 40 هـ، الليلة التي تعرض لها الإمام الأول للشيعة علي عنه للاغتيال أثناء أدائه صلاة الفجر على يد أحد الخوارج هو عبد الرحمن بن ملجم من خلال فتق رأسه بسيف مسموم في رأسه في المسجد الكبير بالكوفة. تُوفي علي بعد يومين، وتحديدًا في ليلة الحادي والعشرين من رمضان. ولذلك فإن ليلة الإحياء الأولى عند جُملة من طوائف المسلمين، وخاصة عند المسلمين الشيعة، تصادف يوم 19 رمضان وذكرى وفاة إمامهم الأول علي. ويقيمون ليلة الإحياء الأولى في التاسع عشر من رمضان من كل عام، ويحزنون على إصابة إمامهم الأول علي. تصادف ليلة الإحياء الثانية من شهر رمضان عند المسلمين الحادي والعشرين من رمضان، وهي أيضًا ذكرى وفاة إمامهم الأول علي، وفي هذه الليلة من كل عام، بالإضافة إلى أداء تقاليد ليلة الإحياء ، فإنهم يقيمون أيضًا مراسم الحداد على وفاة إمامهم الأول علي من خلال النعي وذكر الأشعار. آخر ليلة إحياء عند المسلمين الشيعة، هي ليلة الثالث والعشرين من رمضان، حيث يسعون أيضًا إلى إقامة مراسم العبادة جماعةً. وبطبيعة الحال، فقد ورد في بعض الكتب والمصادر الإسلامية أن بعض الليالي بعد ليلة الحادي والعشرين من رمضان هي ليلة القدر، ولكن أهم عادات ليالي أحياء شهر رمضان،، هي كما ذكرنا آنفًا. 

### الأجر
وقد ورد في أحاديث عن النبي محمد وعن المعصومين أن من قام ليالي القدر غُفر له ذنبه. ورُوي أيضًا بأن معيشته تزيد وتُفتح له أبواب الرزق واليُمن. وبحسب نص حديث الأئمة فإن قيام جزء من الليل والصلاة وقراءة القرآن له أجر روحي عظيم في الإسلام. كما وردت صفات أخرى في النصوص الإسلامية، منها مثل زوال المرض. وإنارة وجه المؤمن، وبيته. وأنها ذروة القرب من الله.

## طالع أيضًا
- 19 رمضان
- 21 رمضان
- 23 رمضان